# 岩男海史
岩男 海史（いわお かいし、1991年10月30日 - ）は、日本の俳優、服飾デザイナー。本名、同じ。
東京都出身。アルファエージェンシー所属。演劇創作集団「アヴァンギャルド×コンプレックス」代表。父は服飾デザイナーの岩男將史。

## 略歴
東京都生まれ。
高校3年生の3月頃、ワークショップの発表公演で初舞台を踏み、2009年、正式に俳優活動を開始する。
2014年4月、新国立劇場演劇研修所に10期生として入所。2017年3月に修了。
2022年、『鎌倉殿の13人』でNHK大河ドラマ初出演。平宗盛の同母弟・平知盛役を演じた。
2025年6月28日、俳優の畦田ひとみと入籍。インスタグラムで報告した。

## 人物
特技は、日本舞踊、服飾デザイン・製作、テニス。

## 出演

### 舞台
- ぼくのおじさん（2009年）
- お化け物語（2010年8月6日 - 10日、中日劇場）
- ICQ!（2010年12月14日 - 19日、Geki地下Liberty）
- 富士見湯物語（2011年）
- オムニー3（2011年）
- ウエディング&ハプニング（2011年）
- 虹色サラウンド（2011年）
- 真田十勇士～ボクらが守りたかったもの～（2011年12月2日 - 11日、天王洲 銀河劇場）
- 島へおいでよ（2012年）
- サタデーナイトリベンジャー（2012年）
- バカでくそったれな愛しき演劇は板の上で雪のように（2012年6月20日 - 24日、千本桜ホール）
- やめらんねぇ（2012年9月5日 - 9日、千本桜ホール）
- Live in toRAIN No.A-h（2013年2月9日 - 17日、新宿シアターモリエール）
- 劇団気晴らしBOYZ
  - セキュリティボーイズ（2013年）
  - ろくでなしコーラス（2013年）
- 千年マチコ 銭湯編（2013年6月26日 - 30日、シアターグリーン BOX in BOX THEATER）
- 新国立劇場演劇研修所
  - 東京裁判（2016年6月24日・25日）
  - 朗読劇「ひめゆり」（2016年8月4日・5日）
  - ロミオとジュリエット（2016年11月9日 - 13日）
  - MOTHER‐君わらひたまふことなかれ（2017年2月10日 - 15日）
- 警視庁抜刀課（2017年5月26日 - 6月4日、CBGKシブゲキ!!） - 大宮圭史郎 役
- ゴッゴローリ伝説（2017年7月7日 - 11日、参宮橋シアター トランスミッション）
- こまつ座
  - きらめく星座（2017年11月5日 - 23日、紀伊國屋サザンシアター TAKASHIMAYA / 30日、えずこホール）[10]
  - 日本人のへそ（2021年3月6日 - 28日、紀伊國屋サザンシアター TAKASHIMAYA / 4月1日 - 18日、地方）[11]
- ストリップ学園（2018年1月12日 - 20日、新宿FACE）
- 赤道の下のマクベス（2018年3月6日 - 25日、新国立劇場 小劇場）
- 三人姉妹（2018年10月13日 - 21日、川崎市アートセンター アルテリオ小劇場）
- THE PILLOWMAN（2018年12月12日 - 16日、山王FOREST 大森theater スタジオ&小劇場）
- 虎は狐と井の中に（仮）（2019年2月16日 - 24日、シアター711） - 渡部 役
- さよなら西湖クン（2019年8月16日 - 25日、小劇場B1） - 飯島 役[12]
- COUPLES 冬のサボテン（2019年10月31日 - 11月4日、小劇場 楽園） - 花ちゃん 役[13]
- 泣くロミオと怒るジュリエット（2020年2月8日 - 26日[注 1]、シアターコクーン）
- 投げられやすい石（2019年11月18日 - 24日、東京芸術劇場シアターイースト / 28日 - 12月6日、地方[注 2]） - 佐藤 役[15]
- 第5回 いきなり本読み!（2021年5月9日配信、Vimeo）[16][17]
- 友達（2021年9月3日 - 26日、新国立劇場 小劇場 / 10月2日 - 10日、サンケイホールブリーゼ） - 次男 役[18]
- モンローによろしく（2022年2月11日配信、Streaming+[注 3]） - ジャック 役[21]
- 奇蹟 miracle one-way ticket（2022年3月18日[22] - 4月10日、世田谷パブリックシアター / 4月13日 - 17日、森ノ宮ピロティホール）[23]
- The Pride（2022年7月23日 - 31日、赤坂RED/THEATER）[24]

### テレビドラマ
- 顔ヨガドラマ「ムンクの叫びはビューティフル」最終話（2020年2月27日、NHK総合）
- 逃亡者（2020年12月5日・6日、テレビ朝日） - 高田栄太 役[25]
- 理想的本箱 君だけのブックガイド「もう死にたいと思った時に読む本」（2021年12月9日、NHK Eテレ）
- 大河ドラマ 鎌倉殿の13人 第16回（2022年4月24日、NHK） - 平知盛 役[8]
- ナンバMG5 第4話（2022年5月11日、フジテレビ） - 関口正宏 役[26]
- 親愛なる僕へ殺意をこめて（2022年10月5日 - 11月30日、フジテレビ） - 犬飼 役[27]
- トリリオンゲーム 第3話（2023年7月28日、TBS） - 椿 役
- NHKスペシャル “宗教2世”を生きる ドラマ編「神の子はつぶやく」（2023年11月3日、NHK総合） - 教師・稲岡 役[28]
- 新空港占拠 第6話（2024年2月17日、日本テレビ） - 花房達也 役
- 相棒 第19話（2024年3月6日、テレビ朝日） - 井坂久司 役
- 好きなオトコと別れたい 第3話・第4話・第6話・最終回）（2024年4月18日・25日・5月9日・6月20日、テレビ東京） - 梅金 役[29][30]
- 社内処刑人〜彼女は敵を消していく〜 第1話-第4話・第6話・第8話・第9話（2024年4月19日 - 5月10日・24日・6月7日・14日、関西テレビ） - 黒崎翔 役[31]
- 未来の私にブッかまされる!?（2024年10月7日 - 11月28日、NHK総合） - ナイス 役[32]
- 若草物語-恋する姉妹と恋せぬ私- 第3話 -（2024年10月20日 - 、日本テレビ） - 水嶋樹 役[33]
- まどか26歳、研修医やってます!（2025年1月14日 - 3月18日、TBS） - 多田一朗 役[34]
- 波うららかに、めおと日和（2025年4月24日 - 、フジテレビ） - 市原役[34]

### 映画
- 愛なのに（2022年2月25日） - 道夫 役
- 3つのグノシエンヌ（2025年10月3日公開予定）[35]

### 配信ドラマ
- 特別広域追跡班 ～ヒトリヨガリの科学捜査官～（2020年12月6日、ABEMA・TELASA） - 高田栄太 役
- 全裸監督 シーズン2（2021年6月24日、Netflix） - 松木 役

### CM
- KAPITAL（2017年）

### ラジオ番組
- 夏休み特別企画「八月の光」（2016年、TOKYO FM）
- ラヂオ・アヴァンギャルドL×R（2020年 - ） - アシスタント

## 衣裳

### 舞台
- 特殊清掃GO!GO!GO!（2013年）
- Triglav
  - The collection（2018年）
  - THE PILLOWMAN（2018年）
- タイピスト（2018年）
- 祝杯ハイウェイ（2018年）
- アマゾネス（2019年）
- 虎は狐と井の中に（仮）（2019年） - 衣裳協力
- 燃えるスタアのバラッド（2019年）
- 素敵なカミングアウト（2019年） - 衣裳協力
- エダニク（2019年）
- SHOWとコント（2019年）
- さよなら西湖クン（2019年） - 衣裳協力
- 男が死ぬ日（2019年）
- COUPLES 冬のサボテン（2019年）
- 少女都市からの呼び声（2019年）
- 題未定（2020年） - 衣裳協力
- 桜の園（2020年）
- ガールズ・イン・クライシス（2020年）
- ウォーキング スタッフ プロデュース
  - 手の平（2021年）
  - ザ リターン（2022年）

### ライブ
- 中村中 アコースティックツアー阿漕な旅2018〜2019「ひとりかるたとり」 - 衣裳協力

### その他
- 藤岡飛雄馬選手（ボクシング） - トランクス製作